# Ангеліна Любке
Ангеліна Любке (нім. Angelina Lübcke; нар. 24 лютого 1991, Гамбург, Німеччина) — німецька футболістка, нападниця клубу Регіоналліги «Північний-Схід» «Тюркіємспор» (Берлін).

## Клубна кар'єра
У підлітковому віці грала за «Палому» (Гамбург). У сезоні 2007/08 років 16-річна Ангеліна дебютувала за «Гамбург» у жіночій Бундеслізі.
Свій перший матч у Бундеслізі провела 4 листопада 2007 року (п'ятий тур) у нічийному поєдинку проти «Крайлсгайма». Після чотирьох сезонів у «Гамбурзі», за який вона провела 45 матчів у чемпіонаті, перейшла до клубу Бундесліги «Локомотив» (Лейпциг) на сезон 2011/12 років. 15 квітня 2012 року на першій хвилині програного (2:9) домашнього поєдинку 17-го туру проти «Вольфсбурга». Потім клуб вилетів до Другої Бундесліги «Північ», де в сезоні 2012/13 років зіграла 21 матч та відзначилася 9-ма голами.
Напередодні старту сезону 2013/14 років підписала контракт з представником другого дивізіону чемпіонату Німеччини «Санд». Однак закріпитися в команді так і не вдалося й незабаром після цього Любке повернулася до «Локомотива» (Лейпциг), де виступала до 2017 року, коли лейпцизький клуб збанкрутував.

### Заснування «Фенікса» (Лейпциг)
Після того як ФФВ «Лейпциг» відмовився від подальшої участі у змаганнях через фінансові проблеми, колишні гравчині вище вказаного клубу Катаріна Фрайтаг, Марлен Еберманн, Сафі Ньємбо та Ангеліна Любке заснували та грали за «Фенікс» (Лейпциг), який заявився до нижчого п'ятого дивізіону федеральної ліги Саксонії. Гравці спочатку досліджували можливість придбання ліцензії ФФВ «Лейпциг», але не змогли оплатити борг клубу. Любке приєдналася до цих зусиль, щоб продовжити реалізовувати свої амбіції грати на професійному рівні. У своїх перших 22 матчах за «Фенікс» (Лейпциг) відзначився 45-ма голами, включаючи переможний гол у компенсований час, який вибив «РБ Лейпциг» з третього дивізіону в Кубку Саксонії 2017 року, а в 2019 році відзначилася чотирма голами в матчі проти «Вестсаксен» (Цвіккау), а також вирішальними голами в матчі за підвищення до третього дивізіону Регіоналліги «Північний-Схід» проти «Стакена». «Фенікс» Лейпциг не зазнав поразок у чемпіонаті протягом цього періоду, після чого оформив «золотий дубль», завдяки перемозі нал «РБ Лейпциг» у фіналі Суперкубку землі в серії післяматчевих пенальті. Любке також потрапила до символічної збірної Суперкубку.
«Фенікс» (Лейпциг) також кваліфікувався до Кубку Німеччини 2020/21. У 2020 році дійшли до фіналу Кубку Саксонії проти добре фінансованого клубу вищого дивізіону «РБ Лейпциг». Незважаючи на поразку з рахунком 0:6, «РБ Лейпциг» кваліфікувався до Кубку Німеччини, завдяки виходу до Другого дивізіону, залишивши місце кваліфікації Кубку Саксонії «Феніксу». «Фенікс» (Лейпциг) не зміг пройти перший раунд Кубку Німеччини 2020/21, програв з рахунком 1:3 проти «Ерфурта», хоча Любке відзначився єдиним голом за команду.
У 2022 році «Фенікс» розпався через фінансові труднощі та брак молодих гравців через пандемію COVID-19.

### Після відходу з «Фенікса» (Лейпциг)
Зараз Любке грає за жіночу команду берлінського «Тюркіємспор», яка також виступає в Регіоналлізі «Північний-Схід». 6 червня 2022 року зіграла в фінальному матчі «Тюркіємспор», який програв «Вікторія 1889» Берлін у фіналі Кубка Політану Берлінської футбольної асоціації, хоча «Тюркіємспор» уже кваліфікувався до кубку Німеччини 2022/23, посівши друге місце в Регіональній лізі, поступившись «Турбіні II» (Потсдам), яка не мала права підвищитися в класі. Любке відзначилася голом у переможному (1:6) поєдинку Кубку Німеччини «Тюркіємспора» над «Еймсбюттелер ТВ», але програв «РБ Лейпциг» з рахунком 0:6.

## Кар'єра в збірній
Ангеліна Любке грала за юнацьку збірну Німеччини (WU-17) на дівочого чемпіонату світу (WU-17) 2008 року в Новій Зеландії. Дебютувала за збірну 16 листопада в переможному (3:0) матчі за третє місце проти збірної Англії, в якому вийшов 89-й хвилині замість Леоні Маєр. У 2008 році провела чотири матчі за молодіжну збірну Німеччини (WU-19), а до 2010 року провела три матчі за молодіжну збірну Німеччини (WU-20).
У 2012 році вона була частиною жіночою олімпійської збірної Німеччини у переможному (2:0) поєдинку проти Швеції.

## Особисте життя
Поза футболом працювала медсестрою в реанімації.

## Досягнення
- Жіночий чемпіонат світу (U-17)
  -  Бронзовий призер (1): 2008